# Maurice Hemelsoet
Maurice Constant Maria Hemelsoet (Gante, 8 de marzo de 1875-Gante, 29 de diciembre de 1943) fue un deportista belga que compitió en remo.
Participó en los Juegos Olímpicos de París 1900, obteniendo una medalla de plata en la prueba de ocho con timonel. Ganó siete medallas de oro en el Campeonato Europeo de Remo entre los años 1897 y 1901.

## Palmarés internacional
| Juegos Olímpicos   | Juegos Olímpicos  | Juegos Olímpicos | Juegos Olímpicos   |
| Año                | Lugar             | Medalla          | Prueba             |
| ------------------ | ----------------- | ---------------- | ------------------ |
| 1900               | París (Francia)   | Medalla de plata | Ocho con timonel   |
| Campeonato Europeo |                   |                  |                    |
| Año                | Lugar             | Medalla          | Prueba             |
| 1897               | Pallanza (Italia) | Medalla de oro   | Ocho con timonel   |
| 1898               | Turín (Italia)    | Medalla de oro   | Cuatro con timonel |
| 1899               | Ostende (Bélgica) | Medalla de oro   | Cuatro con timonel |
| 1899               | Ostende (Bélgica) | Medalla de oro   | Ocho con timonel   |
| 1900               | París (Francia)   | Medalla de oro   | Cuatro con timonel |
| 1900               | París (Francia)   | Medalla de oro   | Ocho con timonel   |
| 1901               | Zúrich (Suiza)    | Medalla de oro   | Ocho con timonel   |